# Sillé-le-Philippe
Sillé-le-Philippe est une commune française, située dans le département de la Sarthe en région Pays de la Loire, peuplée de 1 080 habitants.
La commune fait partie de la province historique du Maine, et se situe dans le Haut-Maine (Maine roux).

## Géographie
Sillé-le-Philippe est situé entre ville et campagne. Le Mans n'est qu'à 16 km et tout autour s'étale la campagne et les collines vallonnées. Le village fait partie de la communauté de communes Le Gesnois Bilurien et du pays du Perche Sarthois.
| Beaufay          | Beaufay           | Torcé-en-Vallée |
| Savigné-l'Évêque | Sillé-le-Philippe | Lombron         |
| Savigné-l'Évêque | Saint-Corneille   | Saint-Corneille |

### Lieux-dits et écarts
- Chanteloup.

### Climat
Pour des articles plus généraux, voir Climat des Pays de la Loire et Climat de la Sarthe.
En 2010, le climat de la commune est de type climat océanique dégradé des plaines du Centre et du Nord, selon une étude du CNRS s'appuyant sur une série de données couvrant la période 1971-2000. En 2020, Météo-France publie une typologie des climats de la France métropolitaine dans laquelle la commune est exposée à un climat océanique altéré et est dans la région climatique  Moyenne vallée de la Loire, caractérisée par une bonne insolation (1 850 h/an) et un été peu pluvieux. 
Pour la période 1971-2000, la température annuelle moyenne est de 11,2 °C, avec une amplitude thermique annuelle de 14,2 °C. Le cumul annuel moyen de précipitations est de 704 mm, avec 11,4 jours de précipitations en janvier et 7,2 jours en juillet. Pour la période 1991-2020, la température moyenne annuelle observée sur la station météorologique de Météo-France la plus proche, sur la commune de Saint-Corneille à 5 km à vol d'oiseau, est de 12,0 °C et le cumul annuel moyen de précipitations est de 774,0 mm,. Pour l'avenir, les paramètres climatiques de la commune estimés pour 2050 selon différents scénarios d'émission de gaz à effet de serre sont consultables sur un site dédié publié par Météo-France en novembre 2022.

## Urbanisme

### Typologie
Au 1er janvier 2024, Sillé-le-Philippe est catégorisée commune rurale à habitat dispersé, selon la nouvelle grille communale de densité à sept niveaux définie par l'Insee en 2022.
Elle est située hors unité urbaine. Par ailleurs la commune fait partie de l'aire d'attraction du Mans, dont elle est une commune de la couronne,. Cette aire, qui regroupe 144 communes, est catégorisée dans les aires de 200 000 à moins de 700 000 habitants,.

### Occupation des sols
L'occupation des sols de la commune, telle qu'elle ressort de la base de données européenne d’occupation biophysique des sols Corine Land Cover (CLC), est marquée par l'importance des territoires agricoles (82,1 % en 2018), en diminution par rapport à 1990 (83,6 %). La répartition détaillée en 2018 est la suivante : 
terres arables (46,2 %), prairies (27,5 %), zones agricoles hétérogènes (8,5 %), forêts (8,2 %), zones urbanisées (7,2 %), espaces verts artificialisés, non agricoles (2,5 %). L'évolution de l’occupation des sols de la commune et de ses infrastructures peut être observée sur les différentes représentations cartographiques du territoire : la carte de Cassini (XVIIIe siècle), la carte d'état-major (1820-1866) et les cartes ou photos aériennes de l'IGN pour la période actuelle (1950 à aujourd'hui).

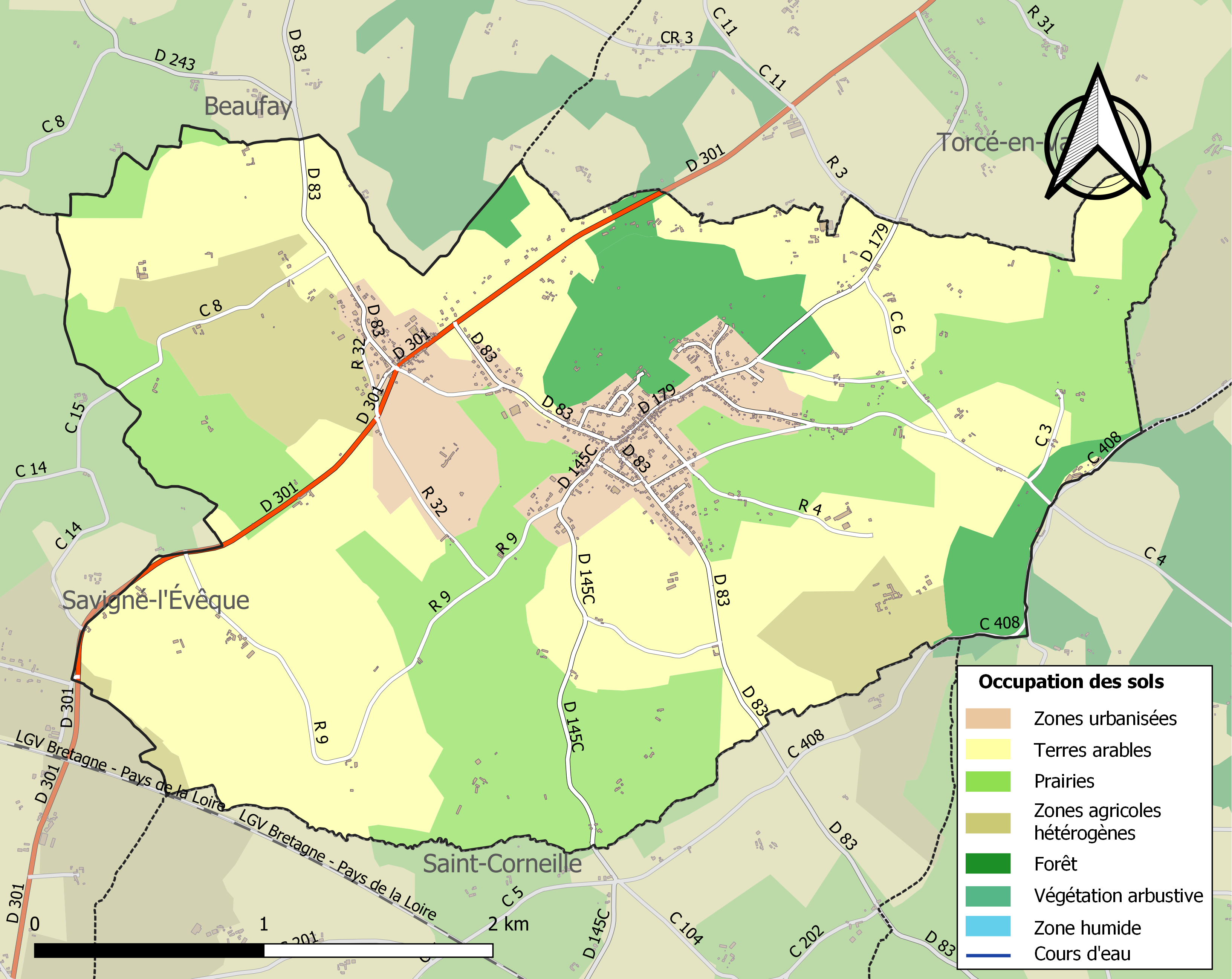
Carte des infrastructures et de l'occupation des sols de la commune en 2018 (CLC).

## Toponymie
Le nom de la localité est attesté sous la forme de Siliaco Philippi en 1145 et 1187. Le toponyme serait issu d'un anthroponyme latin tel que Silius ou Cilius. Le seigneur du lieu devait se nommer Philippe, nom lié par l'article le, l'ancien français pouvant donner à l'article valeur démonstrative : « Sillé, celui de Philippe ».
Le gentilé est Silléen.

## Histoire
Sillé-le-Philippe, encore autrefois appelé Sillé le Brûlé, doit son second surnom à un incendie qui détruisit en grande partie le bourg vers le milieu du XIVe siècle. Ce sinistre semble avoir pour origine la vengeance d'une coalition de nobles propriétaires à l'encontre de l'évêque du Mans, Jehan de Chanlay, à la suite de l'emprisonnement de l'un d'eux, Amaury de Juillé, dans le château de Touvoie à Savigné-l'Évêque, château appartenant au diocèse et dont dépendaient les terres de Sillé. Un nouveau village fut alors reconstruit au pied du coteau autour de l'église, mais celle-ci fut à nouveau détruite par un incendie accidentel survenu en 1870. Elle fut immédiatement reconstruite, telle que nous la connaissons aujourd'hui, bien que différemment orientée.
En janvier 1871, le hameau de Chanteloup (commune de Sillé), fut le théâtre d'âpres combats entre l'armée prussienne et le 5e bataillon des Mobiles de la Gironde. Un monument commémoratif fut érigé en 1921 près de l'ossuaire où reposent les corps de 25 soldats irlandais et 26 allemands réconciliés dans la mort et jamais réclamés par les familles.

## Politique et administration
| Période                                  | Période   | Identité        | Étiquette | Qualité                             |
| ---------------------------------------- | --------- | --------------- | --------- | ----------------------------------- |
| 1936                                     | 1977      | Paul Duchêne    |           |                                     |
| 1977                                     | juin 1995 | Clément Cabaret |           |                                     |
| juin 1995                                | mars 2014 | Michel Lelièvre |           | Directeur de sociétés               |
| mars 2014                                | mai 2020  | Guy Prudhomme   |           | Cadre en assurances retraité        |
| mai 2020                                 | En cours  | Claudia Dugast  | SE        | Technicienne d’information médicale |
| Les données manquantes sont à compléter. |           |                 |           |                                     |

Le conseil municipal est composé de quinze membres dont le maire et quatre adjoints.

## Démographie
L'évolution du nombre d'habitants est connue à travers les recensements de la population effectués dans la commune depuis 1793. Pour les communes de moins de 10 000 habitants, une enquête de recensement portant sur toute la population est réalisée tous les cinq ans, les populations de référence des années intermédiaires étant quant à elles estimées par interpolation ou extrapolation. Pour la commune, le premier recensement exhaustif entrant dans le cadre du nouveau dispositif a été réalisé en 2008.
En 2022, la commune comptait 1 080 habitants, en évolution de −0,64 % par rapport à 2016 (Sarthe : −0,25 %, France hors Mayotte : +2,11 %).
Sillé-le-Philippe a compté jusqu'à 1 141 habitants en 1846.
| 1793 | 1800 | 1806  | 1821  | 1831  | 1836  | 1841  | 1846  | 1851  |
| ---- | ---- | ----- | ----- | ----- | ----- | ----- | ----- | ----- |
| 875  | 720  | 1 031 | 1 042 | 1 047 | 1 100 | 1 087 | 1 181 | 1 134 |

| 1856  | 1861 | 1866 | 1872 | 1876 | 1881 | 1886 | 1891 | 1896 |
| ----- | ---- | ---- | ---- | ---- | ---- | ---- | ---- | ---- |
| 1 060 | 960  | 892  | 902  | 878  | 834  | 843  | 807  | 788  |

| 1901 | 1906 | 1911 | 1921 | 1926 | 1931 | 1936 | 1946 | 1954 |
| ---- | ---- | ---- | ---- | ---- | ---- | ---- | ---- | ---- |
| 787  | 790  | 725  | 690  | 699  | 723  | 642  | 696  | 663  |

| 1962 | 1968 | 1975 | 1982 | 1990 | 1999 | 2006  | 2008  | 2013  |
| ---- | ---- | ---- | ---- | ---- | ---- | ----- | ----- | ----- |
| 668  | 654  | 695  | 735  | 803  | 867  | 1 033 | 1 080 | 1 098 |

| 2018  | 2022  | - | - | - | - | - | - | - |
| ----- | ----- | - | - | - | - | - | - | - |
| 1 070 | 1 080 | - | - | - | - | - | - | - |

## Culture locale et patrimoine

### Lieux et monuments

#### Château Boisdoublé
Le domaine de Bois Doublé, construit en 1625 par Étienne Godefroy, compagnon d'armes du maréchal de Lavardin, fidèle partisan du roi Henri IV, est décoré par un peintre d'Amiens, Adam Tardieu. Dès 1902, le baron Lucien Leret d'Aubigny, propriétaire des lieux, en entreprend la restauration. Il adopte le style Renaissance, ajoutant au milieu du bâtiment une magnifique tourelle. Les peintures consacrées aux faits d'armes du maréchal de Lavardin méritent l'attention des artistes, des archéologues et des amateurs.
Deux salles sont principalement consacrées à ces travaux de peinture : la grande salle dite « des batailles » ainsi que les murs de la chapelle. D'autres tableaux, moins intéressants, sont visibles dans l'actuelle salle à manger et la chambre d'apparat. Bois Doublé est aujourd'hui l'un des plus élégants châteaux de la Sarthe[réf. nécessaire] et propriété de la communauté de communes des Brières. Sur le parc de 22 hectares, on trouve de belles dépendances et un pigeonnier notable du XVIe siècle.

### Patrimoine religieux

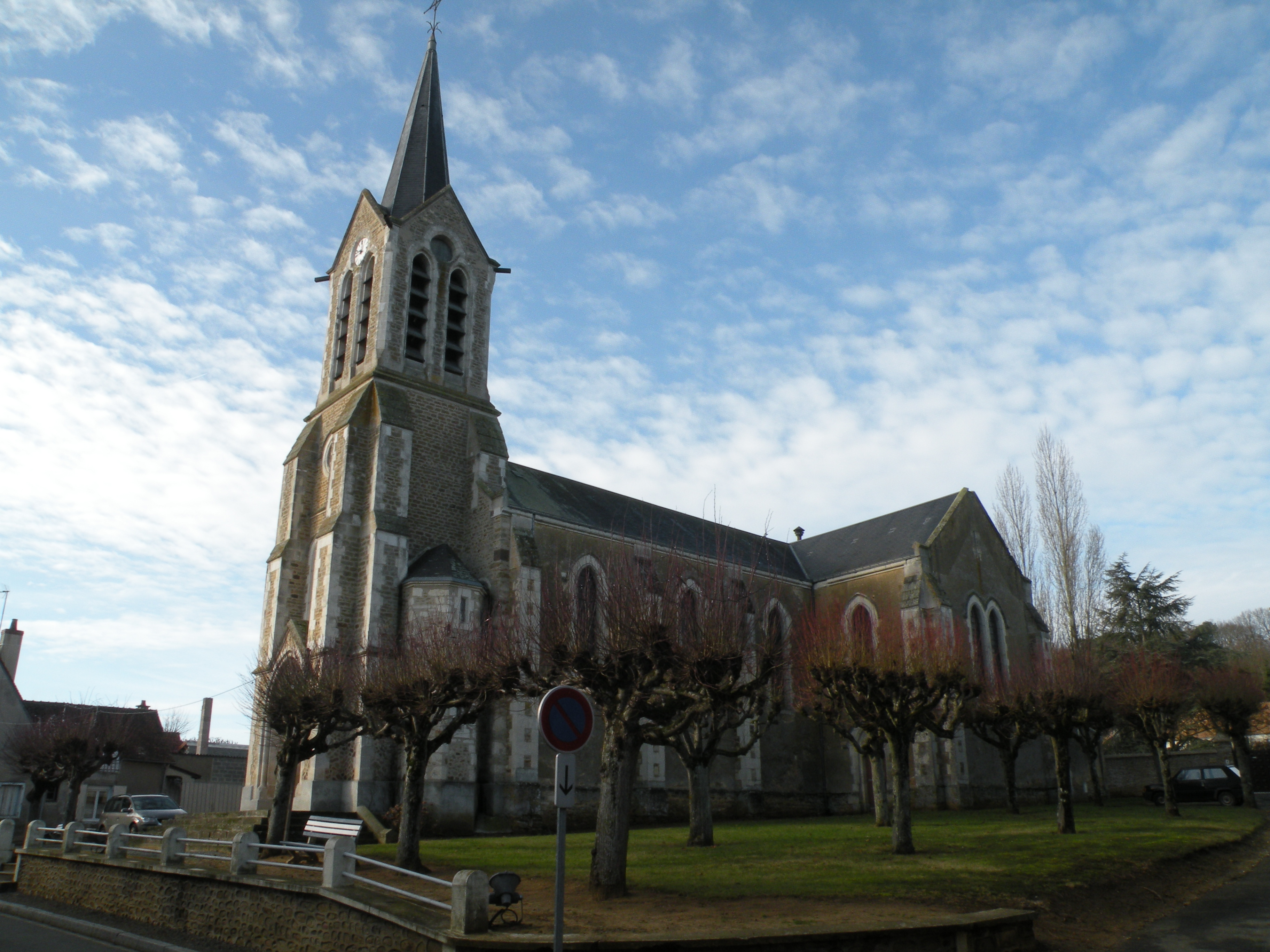
L'église paroissiale Saint-Pierre.

- Église Saint-Pierre.

### Activité et manifestations

#### Sports
Le Club sportif de Sillé-le-Philippe fait évoluer deux équipes de football en divisions de district.

### Héraldique
| Blason de Sillé-le-Philippe | Blason  | Écartelé: au 1er taillé au I de gueules au lion d'argent, au II d'azur à la fleur de lis d'or, au 2e d'argent à deux clés de sable passées en sautoir, au 3e d'argent au château de quatre tours d'or sommé d'un loup de sables, les pattes posées sur chacune des tours, au 4e d'argent à trois flammes de gueules. |
| Blason de Sillé-le-Philippe | Détails | Inauguré le 7 juillet 2005. |